# Demangrejo
Demangrejo is een bestuurslaag in het regentschap Kulon Progo van de provincie Jogjakarta, Indonesië. Demangrejo telt 3017 inwoners (volkstelling 2010).